# Митчелл, Лэнгдон Элвин
Лэнгдон Элвин Митчелл (1862—1933) — американский драматург и педагог.
Учился в Дрездене, Париже. Знаменитость ему принесла комедия «Нью-йоркская идея» (1906; Театр «Лирик», Нью-Йорк). Эта популярная пьеса была поставлена в том числе М. Рейнхардтом в 1916 году в берлинском «Каммершпиле».
Преподавал драматургию в Пенсильванском университете; с 1928 года — профессор.

## Пьесы
- In the Season (Лондон, 1893)
- A Kentucky Belle
- «Бекки Шарп» (по роману У. Теккерея «Ярмарка тщеславия» ; 1899, «Фифт авеню театр», Нью-Йорк),
- Step by Step
- The New Marriage
- The Kreutzer Sonata (adapted from the Yiddish of Jacob Gordin)
- «Майор Пенденнис» (по У. Теккерею; 1916, «Крайтирион театр», Нью-Йорк)

## Книги
- Sylvan and Other Poems (1884)
- Poems (1894)
- Love in the Backwoods (1896)